# Doroszówka
Doroszówka (ukr. Дорошівка) – wieś na Ukrainie, w obwodzie winnicki, w rejonie jampolskim, nad Murafą.
W czasach Rzeczypospolitej wieś leżała w województwie podolskim. Odpadła od Polski w wyniku II rozbioru.